# Jednostranná limita
Jednostranná limita je v infinitezimálním počtu libovolná z limit funkce f(x) reálné proměnné x, u nichž se x přibližuje k zadanému bodu buď zleva nebo zprava.
Levá limita – limita pro x blížící se k bodu a „zprava“ („shora“) se značí
{\displaystyle \lim _{x\to a^{+}}f(x)\ }, {\displaystyle \lim _{x\downarrow a}\,f(x)}, {\displaystyle \lim _{x\searrow a}\,f(x)}, případně {\displaystyle \lim _{x{\underset {>}{\longrightarrow }}a}f(x)},
pravá limita – limita pro x blížící se k bodu a „zleva“ („zdola“) se značí
{\displaystyle \lim _{x\to a^{-}}f(x)\ }, {\displaystyle \lim _{x\uparrow a}\,f(x)}, {\displaystyle \lim _{x\nearrow a}\,f(x)}, případně {\displaystyle \lim _{x{\underset {<}{\longrightarrow }}a}f(x)}
V teorii pravděpodobnosti je obvyklé používat zkrácenou notaci:
{\displaystyle f(x-)} pro levou limitu a {\displaystyle f(x+)} pro pravou limitu.

## Existence oboustranné limity
Obě jednostranné limity existují a jsou si rovné, jestliže limita funkce f(x) pro x blížící se hodnotě a existuje. V některých případech, kdy limita
{\displaystyle \lim _{x\to a}f(x)\,}
neexistuje, mohou existovat obě jednostranné limity. Proto se limita pro x blížící se k bodu a bez omezení z jaké strany někdy nazývá „oboustranná limita“.
V některých případech jedna jednostranná limita existuje a druhá ne, v některých případech neexistuje ani jedna.
Limitu zprava lze přesně definovat jako
{\displaystyle \forall \varepsilon >0\;\exists \delta >0\;\forall x\in I\;(0<x-a<\delta \Rightarrow |f(x)-L|<\varepsilon ),}
a limita zleva jako
{\displaystyle \forall \varepsilon >0\;\exists \delta >0\;\forall x\in I\;(0<a-x<\delta \Rightarrow |f(x)-L|<\varepsilon ),}
kde I je interval v definičním oboru funkce f.

## Příklady
Příklad funkce, která má v bodě 0 dvě různé jednostranné limity:
{\displaystyle \lim _{x\to 0^{+}}{1 \over 1+2^{-1/x}}=1,}
zatímco
{\displaystyle \lim _{x\to 0^{-}}{1 \over 1+2^{-1/x}}=0.}

## Vztah k topologické definici limity
Jednostranná limita v bodě p odpovídá obecné definici limity, s definiční oborem funkce omezeným na jednu stranu; buď omezením, kdy definiční obor funkce je podmnožinou topologického prostoru nebo uvažováním jednostranného podprostoru obsahujícího p. Alternativně můžeme uvažovat definiční obor s topologií polootevřených intervalů.

## Abelova věta
Významná věta zabývající se jednostrannými limitami určitých mocninných řad na hranicích jejich poloměru konvergence je Abelova věta.